# Tarsius lariang
Tarsius lariang és un tarser originari del centre oest de Sulawesi (Indonèsia). Aquesta espècie fou descrita l'any 2006 i se'n coneixen sis espècimens de museu, dos dels quals foren identificats erròniament com a Tarsius pumilus abans del 2006. El seu nom fa referència al riu Lariang, a Sulawesi.
Tarsius lariang té el pelatge més fosc que el d'altres tarsers de Sulawesi. Té els dits mitgers molt llargs. Amb un pes d'entre 67 i 117 g, és el segon tarser més gran, superat només per Tarsius sangirensis.